# Fichi impaccati
I Fichi impaccati sono un dolce tipico del Cilento e più in generale di tutto il sud della Campania e della Lucania a base di fichi secchi.

## Preparazione
La produzione di fichi secchi è molto diffusa nel territorio del Cilento, che è la patria del fico bianco del Cilento, denominazione di origine protetta dal 2006. In quasi tutti i comuni del territorio viene utilizzato un particolare metodo di essiccazione. Il fico viene messo ad essiccare al sole per circa 8-10 giorni in dei graticci di ginestra, che permettono la ventilazione e l'insaporimento del frutto. Una volta essiccato viene "impaccato", cioè spaccato e riempito con mandorle, noci, finocchio e buccia di agrumi (limoni o arance). Secondo la tradizione i fichi così conditi vengono infilzati con delle stecche di legno, o canna di bambù creando così una doppia fila e componendo delle forme particolari a rombo. In altre versioni i fichi possono essere ricoperti anche con la cioccolata e consumati soprattutto nel periodo natalizio, a fine serata quando si gioca a tombola o a carte; come un dolce.